# Xàvega

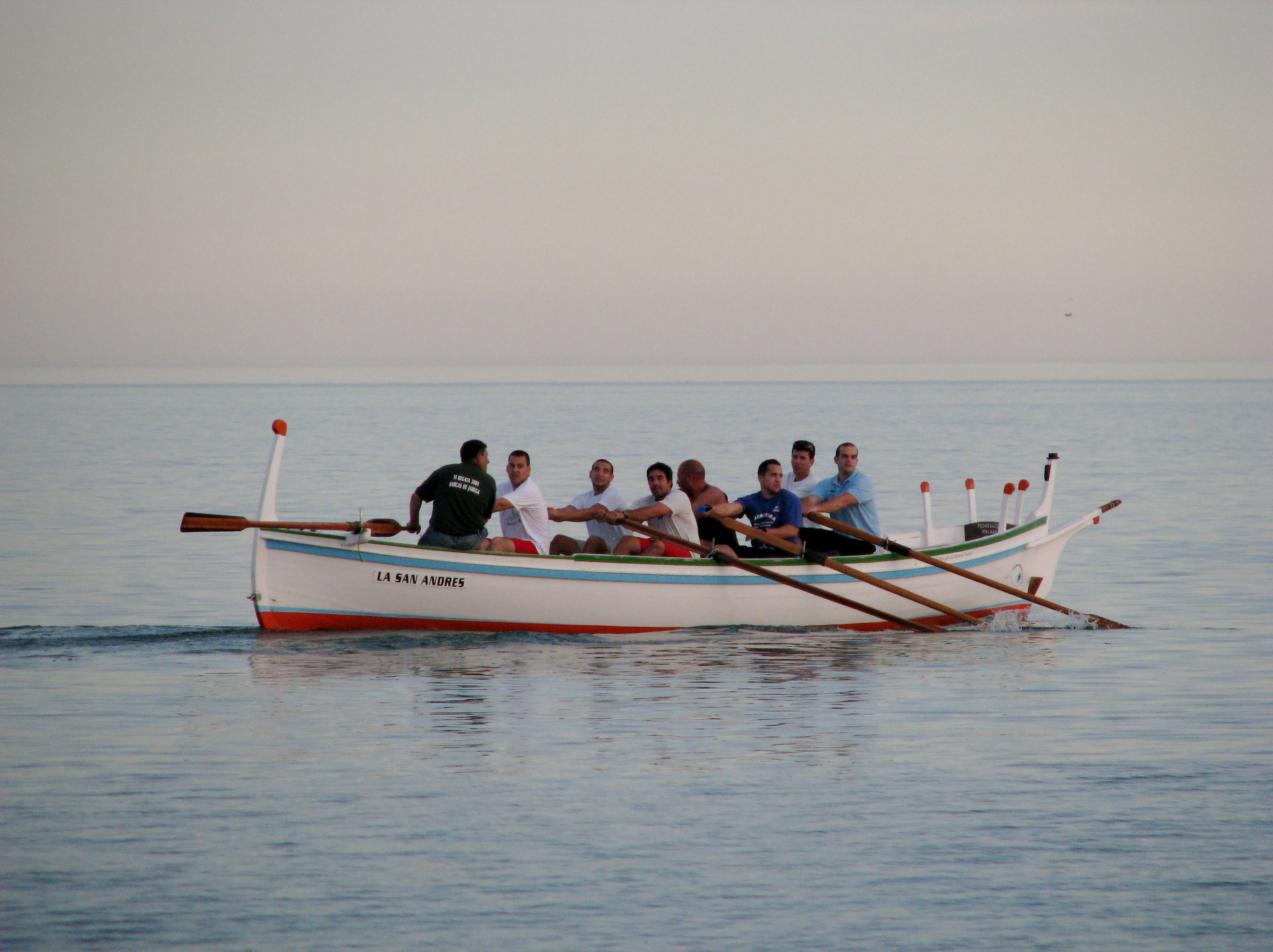
Xàvega malaguenya

 Xàvega  o  Axàvega , és un art de xarxa d'encerclament i tir (cobrada des de la platja), molt utilitzat en altres temps a les costes europees fins a la seva prohibició. En castellà rep també el nom de  xabec  (usat a Menorca, Sant Feliu de Guíxols, etc..). Rep el seu nom de la xarxa homònima que s'utilitza i ve de la paraula àrab  sabaka, que significa precisament  xarxa .
Arran del que s'ha dit abans, també es coneix amb aquest nom a Sant Feliu de Guíxols l'embarcació de rem utilitzada per pescar amb aquest art. De la mateixa manera el nom castellà de "jábega" es dona també en el litoral de la província de Màlaga i limítrofs, a l'embarcació de rem necessària per calar la xarxa, encara que en realitat el nom que se li ha de donar és barca de xàvega. Embarcacions similars són el  sciabeco  italià o el  sambuk  del Mar Roig. Durant el segle xix va ser àmpliament usada per a la pesca de la sardina al Golf de Cadis, principalment a Isla Cristina.
La xàvega fa entre 7 i 14 metres d'eslora (longitud total) i uns 2,5 metres de mànega (amplada màxima), arribant a ser tripulada per fins a 15 remers més un patró o timoner, encara que actualment només hi ha barques de xàvega de 7 rems, dedicades a l'ús lúdic i regates. Des de la barca es calava la xarxa que es recullia després des de la costa.

## La xarxa
Amb més de cent braces de llarg composta d'un floc central i dues bandes, de les quals es tira de terra per mitjà de cordes summament llargues. Se la coneix també com  alcabala ,  alcova ,  bol ,  bolig ,  cazarete ,  cingleta ,  floc ,  jabegote ,  jabeguero  o  marengo .

## Curiositats
L'empresa Drassanes Nereo va anunciar el 2009 la comercialització de la xàvega malaguenya en embarcacions inflables de joguina per mantenir la tradició marinera de la província.

## Article especialitzat
En el volum cinquè del Diccionario histórico de los artes de la pesca nacional (d'Antoni Sañez Reguart), a la veu "xábega" hi ha una exposició molt completa sobre el tema.